# Cauzele Primului Război Mondial
Ca urmare a înțelegerilor adoptate la Congresul de la Berlin, în august 1878 Bosnia-Herțegovina a fost invadată și în scurt timp ocupată de trupele austro-ungare, deși formal aceasta a rămas parte a Imperiului Otoman. Invazia s-a lovit de o opoziție îndârjită, atât din partea populației musulmane cât și a celei creștin-ortodoxe, armata austriacă pierzând în confruntări repetate peste 5000 de soldați. În contrast cu ce se întâmplase cu Serbia, care a devenit un stat independent la începutul veacului, Bosnia-Herțegovina a schimbat deci statutul de provincie otomană pentru acela de protectorat austro-ungar, fapt care a dus la un exod al populației slave, din sudul provinciei. În 1908 austriecii fac un pas în plus pe calea aproprierii provinciei, anexând-o. Anexarea Bosniei-Herțegovina de către Austro-Ungaria în 1908 a devenit o problemă politică în Imperiul Țarist, care auto-declarat apărător al slavilor de la sud fiind, s-a eschivat de la declanșarea unui război întru apărarea populației slave și creștin-ortodoxe a Bosniei anexate de austrieci, și asta pentru că atât Rusia, cât și aliații ei (Franța), nu doreau un război cu Austria și Germania.
Lipsa de mijloace politice (un proces politic spre independență sau autodeterminare) sau militare (o intervenție a Rusiei și Franței în apărarea intereselor sârbilor bosniaci) care să răspundă aspirațiilor populației slave creștine a Bosniei, pare a fi lăsat acestora, ca unică opțiune de ripostă, terorismul: în data de 28 iunie 1914, Franz Ferdinand, arhiduce al Austriei și moștenitor al tronului Austro-Ungariei, a fost asasinat la Sarajevo de Gavrilo Princip, un student sârb bosniac. Acesta făcea parte dintr-un grup de cincisprezece complici, susținuți de Mâna Neagră, o societate secretă fondata de naționaliști pro-sârbi cu legături în armata Serbiei, stat care era victima unor încercări brutale ale Austro-Ungariei de a-l controla prin tratate comerciale și piedici la exporturile sârbești. .
Într-o epocă a imperiilor multinaționale, dintre care multe erau conduse în mod nedemocratic, de către niște aristocrații militariste (precum se întâmpla în Imperiul Austro-Ungar, Imperiul German ("Deutsches Kaiserreich") , Imperiul Otoman și Imperiul Țarist), terorismul, ca ultimă metodă de opoziție la refuzul de acceptare a aspirațiilor naționale ale popoarelor înglobate, era o realitate omniprezentă pe continent. Deși în Europa terorismul politic și religios era, în epocă, prezent din Imperiul Britanic, în vest, până în Imperiul Otoman sau Țarist, în est, datorită modului injust, rasist (moștenitorul tronului habsburgic înainte de a fi asasinat la Saraievo, Franz Ferdinand, îi considera pe slavii din imperiu niște sub-oameni, pe sârbi considerându-i niște porci.) și brutal în care erau tratate minoritățile negermane si nemaghiare ale Austro-Ungariei, Imperiul Habsburgic era o permanentă și predilectă țintă a terorismului naționalist: de exemplu, românii, în frunte cu Ilie Cătărău, i-au trimis prin poștă adjunctului episcopului catolic al Transilvaniei, în martie 1914 o bombă cu ceas, care l-a omorât, iar un pic mai înainte, în iunie 1912, un elev croat a tras un foc de armă contra guvernatorului Croației, ratându-și ținta însă rănind un alt membru al administrației imperiale. Soția împăratului Franz Joseph, împărăteasa Elisabeta, a fost înjunghiată mortal în 1898, de un anarhist italian, în timp ce voia să se îmbarce pe o navă la Geneva. Doar 10 ani mai târziu, un student ucrainean l-a asasinat pe guvernatorul Galiției austriece, anume pe contele Potocki. Un american de origine croată, născut în Wisconsin, care a tras și el cu pistolul contra unui alt înalt funcționar austro-ungar, răspundea la întrebarea judecătorului dacă e justificat să omori oameni, că "în acest caz este justificat, asta fiind opinia generală în America, de acord cu el fiind jumătate de milion de croați americani, atacul contra vieții demnitarilor fiind singura lor armă."
Asasinatul a sporit tensiunea, deja mare, care exista în Europa. La Sarajevo au avut loc rebeliuni în urma decesului arhiducelui, acestea fiind animate de minoritatea sârbă. Deși acest asasinat a fost considerat ca motivul direct pentru izbucnirea Primului Război Mondial, cauzele reale ale războiului merg mai în urmă, în rețeaua complexă a alianțelor și contrabalansărilor care s-au dezvoltat între diferite puteri europene în urma înfrângerii Franței și a formării statului german sub conducerea lui Otto von Bismarck în 1871. Cauzele Primului Război Mondial reprezintă o problemă complicată; sunt mulți factorii politici care au condus la război. Cei mai importanți pot fi considerați: naționalismul, disputele anterioare nerezolvate, sistemul de alianțe, guvernarea fragmentară, întârzieri și neînțelegeri în comunicația diplomatică, cursa înarmărilor, etc.

## Pricini și responsabilități
Cauza principală a primului război mondial a fost refuzul imperiilor de a acorda populațiilor lor dreptul la auto-determinare. Bosnia a fost anexată de către imperiul Austro-Ungar în 1908, în disprețul sentimentelor sau dorințelor populației, Austro-Ungaria însăși fiind deja la acel moment un stat multi-etnic în care numeroase minorități erau dominate de o clică de nemți și unguri. La fel cum românii transilvăneni aflați sub opresiunea austo-ungară priveau cu speranță de ajutor spre românii deja liberi din regatul României, tot așa și sârbii din Bosnia, și din restul imperiului Austro-Ungar, priveau cu speranță spre frații lor din regatul independent al Serbiei.
Există multe ipoteze care încearcă să explice ce, sau cine a fost vinovat de declanșarea Primului Război Mondial. Primele explicații, prelevate în deceniul 1920 și 1930, accentuau versiunea oficială care în conformitate cu Tratatul de la Versailles și Tratatul de la Trianon, plasau întreaga responsabilitate asupra Germaniei și aliaților săi. Versiunea oficială a fost o afirmație bazată pe ideea că războiul a început când Austro-Ungaria a invadat Serbia, susținută de către Germania, că Germania apoi a invadat Belgia și Luxembourg fără să fi fost provocată. Versiunea oficială este justificată prin aceea că, responsabilitatea pentru război consistă doar din agresiunea manifestată de către Germania și Austro-Ungaria, și că Rusia, Franța și Marea Britanie doar au reacționat într-un mod legitim contra agresiunii Puterilor Centrale. Această idee a fost ulterior apărată de academiceni ca Franz Fischer, Imanuel Geiss, Hans-Ulrich Wehler, Wolfgang Mommsen, și V.R. Berghahn. Cu trecerea timpului, alți analiști au luat în considerație și factori adăugători, de exemplu rigiditatea planurilor militare ruse și germane, deoarece fiecare a accentuat importanța de a ataca primul și a executa planurile militare într-un mod rapid.
Unii observatori au sugerat că pe parcursul mai multor decenii Britanicii au fost obișnuiți cu războaie coloniale unde ei au triumfat rapid și ușor, și din aceste considerente au întâlnit Marele Război cu un nivel de entuziasm ridicat. Totuși dificultățile întâlnite de către Marea Britanie în războaie ca Războiul Zulu (1879) și al doilea război al burilor (1899-1902) au redus probabilitatea că Britanicii au fost atât de naivi în privința potențialului unui război major. Faptul că nici o forță politică importantă nu s-a opus la război a însemnat că cei care nu erau de acord cu el nu aveau destulă putere pentru a organiza o opoziție viabilă, cu toate că proteste minore au existat pe durata războiului.
O altă cauză pentru război a fost croirea alianțelor și militarismul. Un exemplu a militarismului a fost clădirea vasului HMS Dreadnought, o navă de luptă revoluționară care avea o superioritate majoră față de navele anterioare, numite "pre-dreadnought", în 1906. Acest fapt a mărit puterea maritimă a Marei Britanii și a lansat o întrecere în construcția vaselor între Marea Britanie și Germania din cauza neoimperialismului. În general, națiunile care făceau parte din Tripla Înțelegere se temeau de cele care aparțineau la Tripla Alianță și vice versa.
Liderii civili a puterilor europene se aflau în mijlocul mai multor valuri de fervoare naționalistă care treptat creștea în Europa pe parcursul deceniilor anterioare. Această dezoltare încă mai departe a redus opțiunile viabile a politicenilor în iulie, 1914. Eforturi diplomatice intense să medieze conflictul Austro-Sârb deveniseră irelevante, deoarece acțiuni agresive din partea Germaniei și a Rusiei doar sporeau gravitate conflictului treptat.
O altă dificultate a fost reprezentată de mijloacele de comunicare limitate care existau în 1914; toate națiunile încă utilizau telegrafe și ambasadori ca metoda lor principală de comunicare, astfel cauzând întârzieri de ore sau chiar de zile întregi.